# 波斯的歐克西亞提斯
歐克西亞提斯 （希臘語：Oξυαθρης;古波斯語:Vaxšuvarda;，生存於前四世紀），歐克西亞提是波斯大流士三世的兄弟，他在前333年伊蘇斯戰役中因英勇奮戰而表現傑出，當亞歷山大大帝親自率領騎兵直驅大流士戰車處，歐克西亞提即時率領一支騎兵隊前來保衛波斯國王，戰場中他勇氣非凡並砍倒幾個馬其頓士兵。在高加米拉戰役之後，亞歷山大追擊大流士期間，歐克西亞提斯陪著大流士三世前往巴克特利亞，然而歐克西亞提斯之後落入亞歷山大手中，但亞歷山大給予歐克西亞提斯高規格對待，甚至把他安排在身邊的榮譽地位。當亞歷山大逮到貝蘇斯之後，把貝蘇斯交給歐克西亞提處死。
另外歐克西亞提斯有一個女兒名叫阿瑪斯特里絲。